# دونكان لويس
دونكان لويس (بالإنجليزية: Duncan Lewis)‏ هو موظف مدني ودبلوماسي وجندي أسترالي، ولد في 3 أغسطس 1953.